# Derwent (Derbyshire)
Derwent je řeka v Anglii ve Spojeném království. Je dlouhá 106 kilometrů, teče hrabstvím Derbyshire a vlévá se zleva do Trentu jižně od města Derby. Zhruba polovinu svého toku teče skrz národní park Peak District.
S výjimkou města Derby teče řeka prakticky výhradně venkovskou krajinou, ovšem i tam byla hojně využívána lidmi. V části mezi Matlockem a Derby se nachází jedna z kolébek průmyslové revoluce. Řeka Derwent zde byla využita pro pohon strojních přádelen bavlny. Dnes je řeka využívána jako zdroj vody pro řadu nedalekých měst a její zaříznuté údolí je významný komunikační koridor skrz výšiny Peak Districtu.
Pro svou krajinou krásu je údolí řeky Derwent také vyhledávané mnoha turisty. V horní části toku je pro turisty zajímavý národní park Peak District, zatímco ve střední části toku je staré lázeňské město Matlock Bath, které dnes nabízí obchody se suvenýry a zábavné atrakce, mimo jiné kopec Heights of Abraham, na který vede lanová dráha.

## Tok
Derwent pramení na Swains Greave na východním svahu kopce Bleaklow naproti Howden Moors, zhruba 6 kilometrů na východ od Glossopu. Pak teče Horním údolím Derwentu, kde na něm jsou postupně tři přehradní nádrže: Howden, Derwent a Ladybower.
Nádrž Howden je napájena také řekou Westend a Ladybower je napájený také řekou Ashop. V obou případech jsou bývalé soutoky dnes zatopeny přehradními nádržemi řečených přehrad.
Dál na jih protéká řeka nedaleko Bamfordu a zde se do ní vlévá říčka Noe. Pod soutokem pokračuje Derwent přes Hathersage, Grindleford, Calver a Baslow a dále přes Chatsworth House. Pak se do něj vlévá říčka Wye u Rowsley.
Řeka dále protéká skrz město Darley Dale a pokračuje do Matlocku, administrativní centra Derbyshiru, kde se do jejího mrtvého ramene vlévá potok Bentley Brook. Další vesnice podél řeky jsou Matlock Bath, Cromford, Whatstandwell a Ambergate, kde se vlévá řeka Amber.
Pod Ambergate následuje město Belper a vesnice Milford a Duffield. Pak už řeka teče do regionálního centra, města Derby, kam vtéká předměstím Darley Abbey, aby pokračovala přímo centrem města.
Následně se řeka vlévá do řeky Trent v Derwent Mouth, zhruba kilometr a půl na východ od Shardlow ve výšce třiceti metrů nad mořem. Rozdíl výšek mezi pramenem a ústím tak činí 560 metrů.

## Využití řeky
Spodní tok řeky od ústí až do města Derby byl na základě rozhodnutí parlamentu z roku 1720 v roce 1721 splavněn. V roce 1795 ovšem provoz ustal a lodě místo toho začaly jezdit konkurenčním Derbským kanálem. Dnes se řeka považuje za nesplavnou, ovšem vodáci si zejména horní část oblíbili a zdejší bystrý tok sjíždějí na kánoích a kajacích. V Matlock Bath je pro ně navíc k disposici slalomová dráha.
Řeka byla v minulosti ve značné míře používána k pohonu mnoha strojních přádelen bavlny na úseku mezi Matlock Bath a Derby. Mezi ně patřil i Cromford Mill Richarda Arkwrighta, celosvětově první vodou poháněná přádelna bavlny. Tím se jedná o jedno z důležitých historických míst průmyslové revoluce. Pokrok Arkwrightův i jeho lokálních konkurentů dnes připomíná celá lokalita Derwent Valley Mills (česky Továrny údolí Derwentu), která patří mezi světová dědictví UNESCO. V samotném Derby pak je průmyslové revoluci v kraji věnováno Průmyslové muzeum.
Přehradní nádrže Howden a Derwent na horním toku byly dokončeny obě v roce 1916, aby zásobovaly vodou města Sheffield, Nottingham a Leicester.
Za stejným účelem byla postavena v roce 1945 přehrada Ladybower, protože stávající přehrady nestačily uspokojit stoupající poptávku. Voda z nádrží je nejprve upravena a pak teče 45 kilometrů dlouhým akvaduktem údolí Derwentu (Derwent Valley Aqueduct), který vede souběžně s řekou.
Pokud je v Derwentu vysoký stav vody, je část vody navíc odčerpávána v Ambergate do nádrže Carsington , kam teče tunely a akvadukty dlouhými v součtu deset a půl kilometru. Když je naopak v Derwentu vody málo, je stejnými kanály voda vypouštěna zpět z nádrže do řeky. O všechny zmiňované přehradní nádrže se stará společnost Severn Trent Water.